# Teuchestes fossor
Teuchestes fossor är en skalbaggsart som beskrevs av Carl von Linné 1758. Teuchestes fossor ingår i släktet Teuchestes och familjen Aphodiidae. Inga underarter finns listade i Catalogue of Life.